# صادق‌آباد (آشیان)
صادق آباد روستایی واقع در دهستان اشیان است که در بخش مرکزی شهرستان لنجان قرار دارد و طبق سرشماری عمومی نفوس و مسکن (۱۳۸۵) دارای ۲۰ خانوار متشکل از ۶۹ نفر است.